# 涼宮麻由
涼宮 麻由（すずみや まゆう、1987年12月13日 - ）は、大阪府八尾市出身のプロ雀士。関西大学卒。血液型はA型。ニックネームは「まゆうさん」、キャッチフレーズは「麻雀アブノーマル」

## 来歴
- 家族麻雀をきっかけに習得し、関西大学在学中からプロ雀士を目指す。卒業後すぐに日本プロ麻雀協会第9期後期（2009年）で入会する。同期は松嶋桃プロや上野あいみプロ。
- 2024年11月末日、15年間在籍していた日本プロ麻雀協会を退会すると自身のX（旧Twitter）で発表。
- 2025年1月、三人麻雀競技団体ザンリーグに加入する。[1]。

## 雀風
- キャッチフレーズは「麻雀アブノーマル」であるが、麻雀は至ってノーマル。攻撃、守備も臨機応変で行うバランス型である。
- Princess of the year 2021の決勝では[2]、徹底的な守備を見せて優勝したことから、最近では「絞りのまゆう」と言われるようになった。

## 経歴
- 入会2年目の2011年に第11期新人王戦決勝に進出。優勝を目前にしたオーラスで痛恨の親満放銃し、3.6ポイントの僅差で準優勝に終わり涙を飲む[3]。それ以来、タイトル獲得とは無縁であったが、2021年にPrincess of the yearで念願の個人初タイトルを獲得[2]。前述の通り、決勝では徹底的な守備を見せるなどしたが、準決勝では冨本智美プロとの共闘作戦を行うなど積極的に攻め、同プロへの「發」の差し込みには、当時解説していた協会の渋川難波プロ、最高位戦の新井啓文プロを唸らせた[4] 。

初優勝のインタビューでは、「これまで12年間ずっと応援してくれた家族とファンのおかげでタイトルが取れました」と感謝の言葉を述べていた。
- 2025年8月、第5回クイーンズカップ（三人麻雀競技団体・ザンリーグ）優勝。

日本プロ麻雀協会からザンリーグに電撃移籍後、初年度でタイトルを獲得。対局前には以前、四人打ち麻雀でタイトルを取っているので、三人打ち麻雀でもタイトルを取りたいと抱負を語っていたが、公言どおり、Princess of the year 2021に続いてクイーンズカップでも優勝を果たした。

## 人物
- 好きな麻雀の役は、「ダブルリーチ」
- 中学時代には水泳部、高校時代にはバドミントン部に所属の傍ら、大学への入学推薦が欲しくて生徒会長を務めるなどした。
- 趣味はヨガ、ひとり遊び。また、隠れバンギャであることも自身のTwitterで告白している。
- 特技は節約　下ネタ　デンプシーロール。
- お酒は飲めない。好物は、牛タン塩、エビ、フルーツサンド、アメリカンチェリー。嫌いなものはトマト。
- ニコニコ動画「Oblivionのおっさんの大冒険」が好きで、ガードが放った言葉「へいよーぐっつすっす！」を真似して挨拶として使っていたが、今ではほとんど見られなくなった。
- 無類のスヌーピー好き。
- パンツの妖精キャラクター「オパンチョン」の生みの親でもある。
- 麻雀漫画『哲也-雀聖と呼ばれた男』を愛読。主人公の「坊や哲」や「房州」の真似をしていたこともあり、投サイの「出目出し」や積み込み、房州の十八番である「燕返し」などもそこそこできるという。好きなキャラクターは緑一色ばかりを狙う「小竜」。自身の麻雀歴では緑一色は一度も上がった事がないという。
- 幼い頃から麻雀牌を握る環境があったことから盲牌は得意で、ジャンバリ.TVの麻雀番組『百花繚乱』では盲牌を完璧に披露している。
- 自身の生活のため、大阪東大阪市の場末雀荘で三麻をかなり打ち込んできたこともあり、とにかく強い。関西では「三麻の涼宮」と恐れられている。
- 助っ人として参加した「麻雀プロ団体LIVE」チャンネルの「三麻ースタリーグ」では、役満である国士無双を和了し、同卓者を驚かせた。後の同大会「三麻ースタリーグ2nd season」ではチームメンバーに加入。三麻の強者が揃った大会で個人優勝を果たし、三麻の強さを見せつけた。

- 節約に関しては徹底しており、仕事で東阪移動の際には常に「高速バス」。雀荘ゲスト時でも経費を浮かすために、大阪では中古の原付バイクで周り、東京では自転車で1時間かけて通う。因みに自転車は同協会の先輩、愛内よしえプロが捨てられずに困っていたオンボロ自転車を貰ったもので、5千円かけて修理をして乗っているという。自転車の愛称は「ネオバイブ2号」。

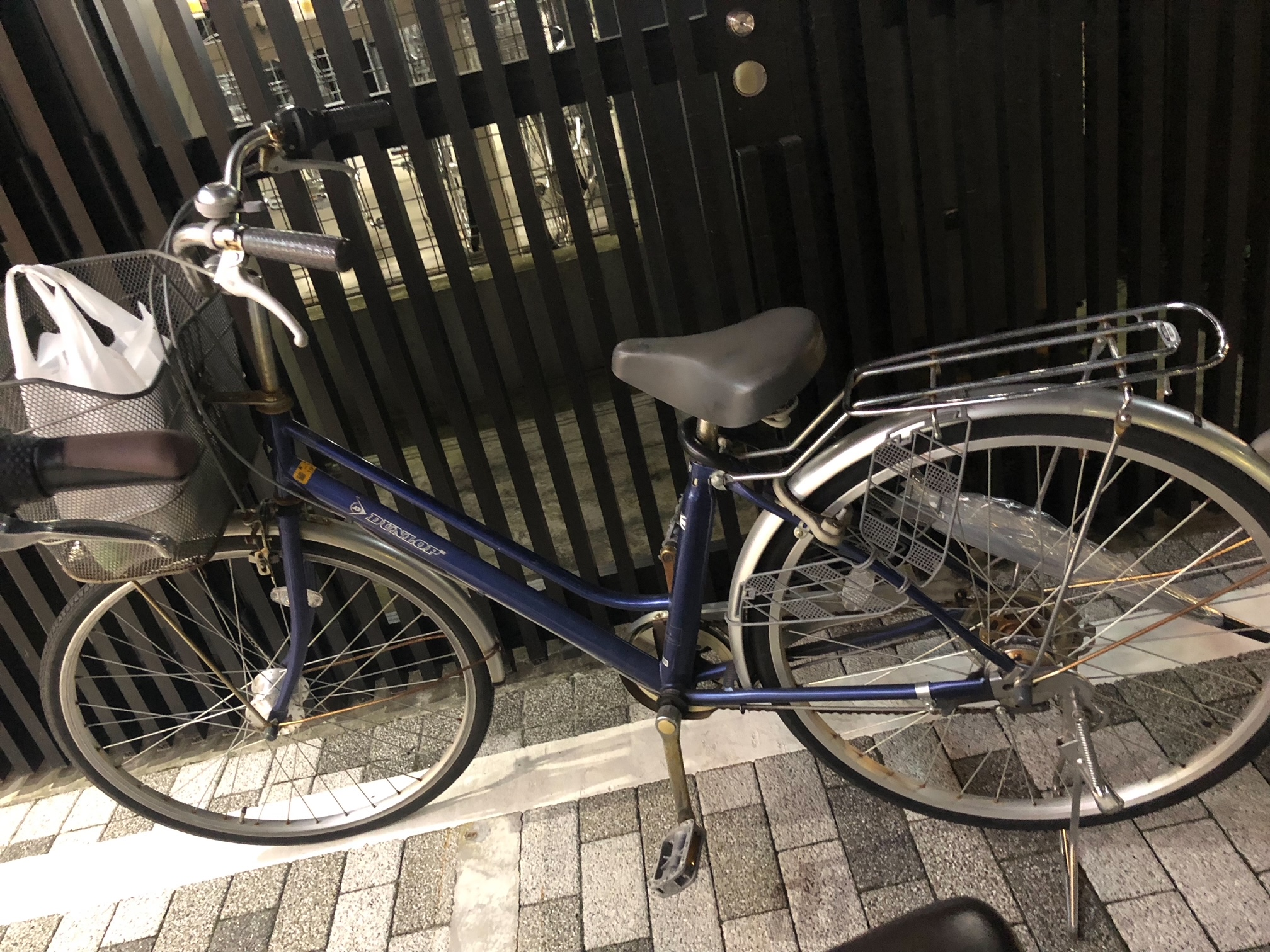
ネオバイブ2号

- ファンを「まゆらー」と呼んでおり、まゆらー全体も非常に仲が良い。また、ランク付けがされていて、プレミアムまゆら―＞上まゆら―＞まゆらー＞下まゆら―＞圏外まゆら―＞出禁まゆら―となっている。ファン歴には関係なく「財力」、「雀力」、「人格」があれば直ぐにプレミアムまゆら―になれるという。過去には、まゆらー昇格を賭けた麻雀リーグ戦も行われていた[6]。
- 麻雀遊戯王チャンネルの「自宅訪問」では、通販で購入した「拘束具」を自宅に忍ばせて話題となったが、本人曰く「拘束具は仕込みで、皆が思っているほど絶倫ではないです」と語っていた[6]。
- 麻雀遊戯王でのブレイクで、最近は若手女流から一発屋と陰口を叩かれていることから、周りを黙らすためにも、また1発、2発何かしらで当てたいと野望を抱いている。

- 麻雀関連のコラムの仕事を受けた時、「麻雀をしている女性が喜ぶ告白ランキング」を作成。その際、「配牌から好きでした」、「七対子より二盃口の関係になりたい」、「君の乳首に嶺上開花」など、自身が言われて嬉しい告白をウケ狙いで執筆したら、二度とコラムの依頼が来なくなったという[7]。
- 東京で賃貸していた家は、2022年の秋を以って退去。部屋中に下水道の匂いが充満して耐えられなかったことや職場からも遠いのに家賃が非常に高く、文句しか出てこなかったという。ただ、東京で様々な仕事をしていくうえで、沢山の出会いもあり感謝していると綴っている（Twitterより本人談）。
- 東京での仕事の際には、今もなお高速バスで移動し節約ぶりは不変。各地のアパホテルに宿泊し無料のVODを観ながら過ごしているという（同）。

## 獲得タイトル
- 第11期新人王戦準優勝[3]
- 第3回関西女流スプリント4位
- 麻雀ウォッチ「シンデレラリーグ2018」準優勝
- 夕刊フジ杯争奪麻雀女流リーグ2020団体戦優勝[8]
- 麻雀ウォッチPrincess of the year 2021優勝[5]。
- 第5回クイーンズカップ優勝（2025年）[9]。

## 出演

### インターネット番組
- ジャンバリ.TV「百花繚乱」ジャンバリ.TVにおいて麻雀扱うコーナーの一つ。
- YouTubeチャンネル麻雀遊戯王「自宅訪問」など